# 컴퓨터 크기의 분류 목록
컴퓨터 크기의 분류 목록은 장치와 케이스의 물리적 크기에 따른 컴퓨터의 흔히 사용되는 분류를 내림차순으로 나열한 것이다.

## 대형 컴퓨터

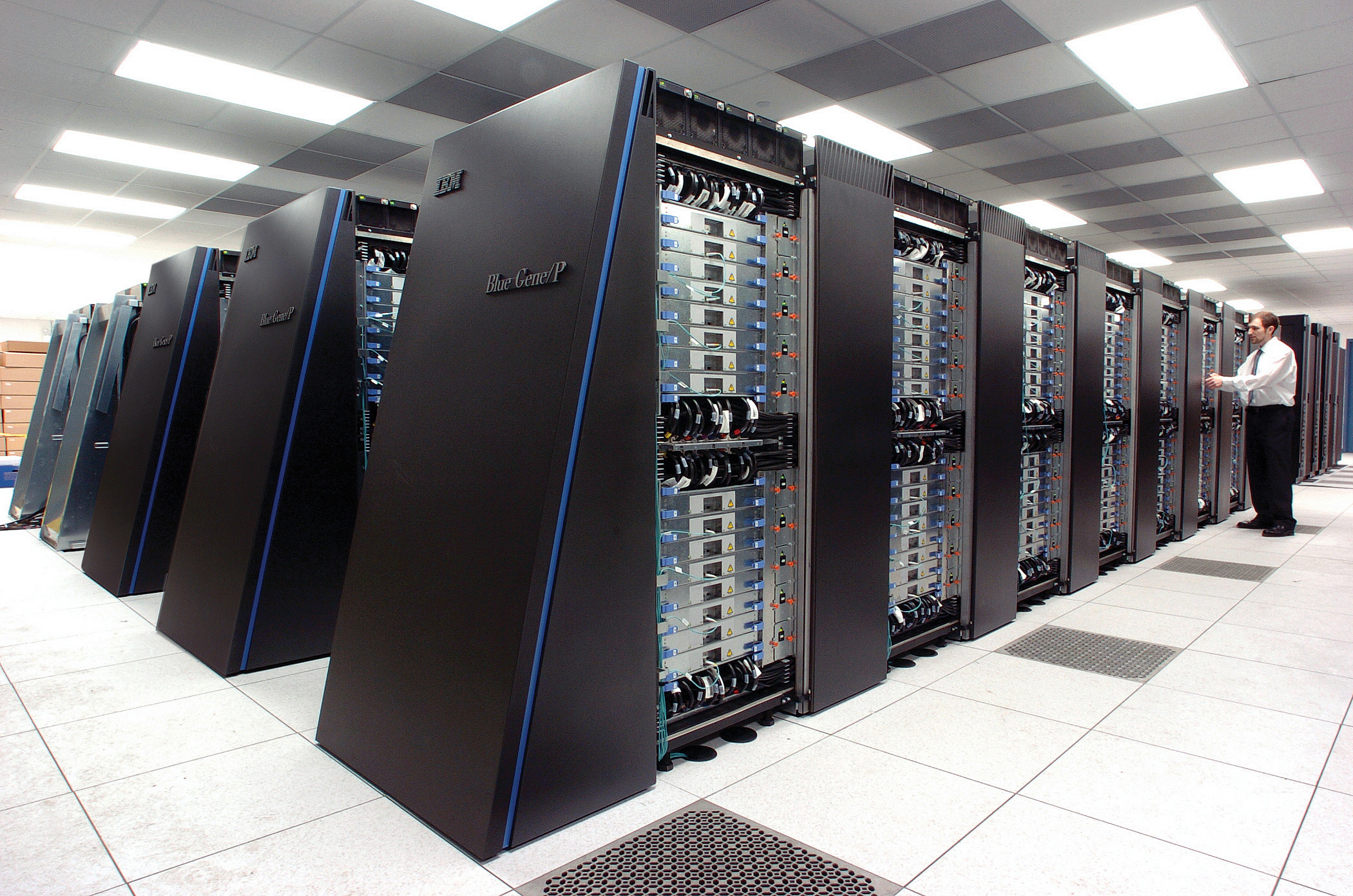
미국 일리노이주 레몬트에 위치한 슈퍼컴퓨터

- 슈퍼컴퓨터
- 멀티슈퍼컴퓨터
- 메인프레임

## 중형 컴퓨터
- 슈퍼미니컴퓨터
- 미니컴퓨터

## 마이크로컴퓨터
- 인터랙티브 키오스크
- 아케이드 캐비넷
- 개인용 컴퓨터
  - 데스크톱 컴퓨터
    - 풀 사이즈
    - 올인원
    - 콤팩트
    - 홈 시어터

  - 가정용 컴퓨터

## 모바일 컴퓨터
- 데스크노트
- 랩톱
  - 서브노트북
- 태블릿 컴퓨터
- 모바일 장치
  - 울트라 모바일 PC
  - 개인 정보 단말기(PDA)
    - 핸드헬드 PC
    - 포켓 PC

  - 전자수첩
  - 포켓 컴퓨터
  - 계산기
    - 공학용 계산기

  - 휴대용 게임기
  - 포터블 미디어 플레이어
  - 스마트폰
  - 피처폰
- 착용 컴퓨터
- 단일 보드 컴퓨터
- 무선 센서 네트워크
- 스틱 PC
- 마이크로컨트롤러
- 나노컴퓨터

## 기타
- 랙마운트 컴퓨터
  - 블레이드 서버
  - 블레이드 PC

## 분류
- 분류:슈퍼컴퓨터
- 분류:메인프레임
- 분류:미니컴퓨터
- 분류:휴대용 컴퓨터
- 분류:모바일 컴퓨터
  - 분류:랩톱 컴퓨터
  - 분류:태블릿 컴퓨터
  - 분류:서브노트북
  - 분류:휴대용 컴퓨터
    - 분류:PDA
    - 분류:계산기
    - 분류:휴대용 게임기
    - 분류:정보 기기

  - 분류:착용 컴퓨터
- 분류:임베디드 시스템
- 분류:무선 센서 네트워크

## 같이 보기
- 컴퓨터 폼 팩터